# مارك ديفيس (سائق سباق)
مارك ديفيس (بالإنجليزية: Marc Davis)‏ هو سائق سباق أمريكي، ولد في 23 يونيو 1990 في سيلفر سبرينغ في الولايات المتحدة.